# Müncheberg
Müncheberg là một đô thị thuộc huyện Märkisch-Oderland, bang Brandenburg, Đức.